# Аргебад
Аргебад (Аргебод; лат. Argebad, фр. Argebaud; умер не ранее 673) — епископ Нарбона в 670-х годах.

## Биография
О происхождении и ранних годах жизни Аргебада сведений в исторических источниках не сохранилось. Первые свидетельства о нём относятся к началу 670-х годов, когда он уже был главой Нарбонской митрополии. Предыдущим известным нарбонским епископом был Селва, председательствовавший на состоявшемся в 638 году Шестом Толедском соборе.
Единственный средневековый источник, сообщающий подробные сведения об Аргебаде — «История короля Вамбы» Юлиана Толедского. Согласно свидетельству этого автора, бывшего современником описываемых событий, вскоре после восшествия Вамбы на престол Вестготского королевства, в 673 году в Септимании началось восстание, которое возглавили граф Нима Ильдерих, епископ Магелона Гумилд и аббат Ранимир. На подавление мятежа король направил войско во главе с септиманским герцогом Павлом. Однако тот заключил союз с мятежниками и сам провозгласил себя правителем Вестготского королевства.

Вестготское королевство в 586—711 годах

Епископ Аргебад, сторонник Вамбы, направил королю письмо с сообщением об измене Павла, а сам стал готовиться к защите Нарбона от мятежников. Однако ещё до того, как он смог собрать необходимое число воинов, город был захвачен сторонниками герцога Септимании, а епископ заключён под стражу. В Нарбоне состоялась церемония коронования Павла, а сам город был объявлен столицей владений нового монарха. К тому времени власть Павла распространялась на всю Нарбонскую провинцию и бо́льшую часть Тарраконской Испании.
Неизвестно точно, перешёл ли Аргебад на сторону мятежников. По мнению одних историков, хотя епископ сначала и был противником Павла, вскоре он поддержал узурпатора престола. По мнению других исследователей, нарбонский митрополит продолжал оставаться верным королю Вамбе, и только из-за угрозы для своей жизни был вынужден последовать за Павлом из Нарбона в Ним, когда в конце лета 673 года в Септиманию вошло королевское войско.
Нарбон был оставлен оборонять граф Витимир, но после трёхчасового ожесточённого штурма королевские войска овладели городом. Затем Вамбе стали сдаваться другие города Септимании — Безье, Агд и Магелон, и уже 31 августа возглавляемое королём войско подошло к Ниму. Бои за город продолжались только один день: видя свою неспособность противостоять королевскому войску, Павел и его сторонники 1 сентября укрылись в амфитеатре, а затем объявили о своей покорности Вамбе. Послом к королю ими был направлен Аргебад. Встреча епископа и монарха состоялась в четырёх милях от города. Бросившись в ноги королю, епископ умолял Вамбу проявить к милость к мятежникам, просил сохранить им жизнь, говоря, что те готовы выплатить любой штраф за свою нелояльность. Несмотря на ходатайство Аргебада, Вамба согласился только на сохранение жизни главарям мятежа.
По свидетельству Юлиана Толедского, евреи приняли активное участие в мятеже против Вамбы. Хотя ранее христиане и иудеи Нарбона поддерживали добрососедские отношения, в наказание за неверность королю большинство местных евреев были вынуждены покинуть город. Вероятно, это изгнание не продлилось долго, и уже во второй половине VIII века в средневековых источниках засвидетельствовано существование в Нарбоне большой еврейской общины.
О дальнейшей судьбе Аргебада в исторических источниках не сообщается. Следующим известным главой Нарбонской митрополии был Сунифред, упоминающийся в 683—689 годах.